# Andrew Higginson
Andrew Higginson (Cheshire. 13 december 1977) is een Engels snookerspeler die in 1995 prof werd. Hij bereikte in 2007 de finale van de Welsh Open, zijn eerste op een ranking-toernooi. Hierop maakte hij tijdens zijn met 5-1 gewonnen kwartfinale tegen Ali Carter ook de 56e maximumbreak in een professioneel toernooi ooit.

## Biografie
Higginson moest zich kwalificeren voor de Welsh Open in 2007 en deed dat door Passakorn Suwannawat, Scott MacKenzie en Drew Henry te verslaan. In het hoofdtoernooi kwalificeerde hij zich vervolgens voor het eerst in zijn carrière voor de kwartfinale van een ranking-toernooi. Dit deed hij door te winnen van Marco Fu, John Higgins en Michael Judge. In die kwartfinale versloeg Higginson Ali Carter met 5-1 door onder meer een frame te winnen met een maximumscore van 147. Dat leverde hem een bonus van £22,000 op, boven op de £17,500 die hij met zijn uiteindelijke finaleplaats verdiende. Nadat hij in de halve finale ook Stephen Maguire versloeg, hield Neil Robertson hem met 8-9 van de titel af, ondanks dat Higginson met 8-6 voorkwam.
In het seizoen 2011/12 bereikte Higginson zijn hoogste positie op de WPBSA-wereldranglijst, toen hij daarop 18 werd. In dat seizoen speelde hij alle 12 Players Tour Championship Events, won PTC5 en plaatste zich als zevende voor de Grand Final 2012. Daarin haalde Higginson de halve finale waarin hij verloor van winnaar Stephen Lee.

Het World Snooker Championship 2009 was het eerste WK waarvoor hij zich kwalificeerde. In 2012 bereikte Higginson de laatste 16 op het Wereldkampioenschap nadat hij Stephen Lee had uitgeschakeld.

## Belangrijkste resultaten

### Minor-rankingtitels
| #  | Seizoen     | Toernooi                         | Verliezend finalist | Verliezend finalist | Score |
| -- | ----------- | -------------------------------- | ------------------- | ------------------- | ----- |
| 1. | 2010 / 2011 | Players Tour Championship - PTC5 | John Higgins        | SCO                 | 4-1   |

### Niet-rankingtitels
| #  | Seizoen | Toernooi          | Verliezend finalist | Verliezend finalist | Score |
| -- | ------- | ----------------- | ------------------- | ------------------- | ----- |
| 1. | 2000    | UK Tour - Event 2 | Scott MacKenzie     | SCO                 | 6-3   |

### Wereldkampioenschap
Hoofdtoernooi (laatste 32 of beter):
| #  | Seizoen     | Editie  | Prestatie  | Extra                             |
| -- | ----------- | ------- | ---------- | --------------------------------- |
| 1. | 2008 / 2009 | WK 2009 | Laatste 32 | Verloor met 10-8 van Shaun Murphy |
| 2. | 2011 / 2012 | WK 2012 | Laatste 16 | Verloor met 13-10 van Jamie Jones |